# La Boissière-d’Ans
La Boissière-d’Ans korábbi község Franciaországban, Dordogne megyében. Lakosainak száma 219 fő (2018. január 1.). La Boissière-d’Ans Cubjac és Saint-Pantaly-d’Ans községekkel határos.
2017. január 1-jén Cubjac és Saint-Pantaly-d’Ans korábbi községgel egyesült és az így létrejött Cubjac-Auvézère-Val d’Ans új község része lett.

## Népesség
A település népességének változása:
| Lakosok száma | 192  | 185  | 202  | 227  | 218  | 234  | 227  | 220  | 218  | 219  |
|               | 1968 | 1975 | 1982 | 1990 | 1999 | 2011 | 2013 | 2015 | 2017 | 2018 |